# Ян Парандовський
Ян Парандовський (пол. Jan Parandowski; 11 травня 1895, Львів — 26 вересня 1978, Варшава) — польський письменник, есеїст і перекладач. Двічі був номінований на Нобелівську премію (1957 і 1959).

## Походження
Був позашлюбним сином Юлії Парандовської з Мостиськ і греко-католицького священика, українського теолога, викладача Львівського університету Івана Бартошевського. Цей факт встановила й оприлюднила в своїй книзі «Хто ти є. Початок родинної саги» (2014) онука Я. Парандовського Йоанна Щепковська (відома польська акторка).

## Біографія
1913 — закінчив IV Державну чоловічу гімназію імені Яна Длугоша у Львові, після чого вступив до Львівського університету, на факультет класичної філології та археології.
Під час навчання брав участь в археологічних розкопках на території Європи.
Але перші есе (про Зигмунта Красінського та Жана-Жака Руссо) опублікував іще гімназистом — у львівській газеті Przegląd (1912).
Після вступу до Львова російських військ (1914) був інтернований і приблизно до 1919 року мешкав у Саратові (Росія), де навчався у місцевій гімназії. У цьому місті тоді виходила газета польською мовою Wieśći saratowskie («Саратовські вісті»), редактором якої значився Jan Parandowski.
1919 — повернувся до Львова. Того ж року в Станиславові накладом 150 примірників вийшла книжка Яна Парандовського «Більшовизм і більшовики в Росії» (Bolszewizm i bolszewicy w Rosji). Ні в СРСР, ні в Польській Народній Республіці її не перевидавали. У комуністичні часи примірники книжки вилучали з польських бібліотек, і лише завдяки вцілілій фотокопії з бібліотеки Вроцлавського університету 1996 побачило світ її 2-е польське видання.
1923 — успішно закінчив Львівський університет.
1923 — отримав звання магістра класичної філології й археології.
1929 — переселився зі Львова до Варшави.
1930—1931 — був одним із двох редакторів науково-літературного журналу Pamiętnik Warszawski.
1933 — очолив польський ПЕН-клуб. На цій посаді беззмінно (з перервою на роки Другої світової війни) пробув до самої смерті.
1937—1938 — редагував серію «Великі люди» при Державному видавництві шкільних книг.
1944 — під час Варшавського повстання згорів будинок Парандовського, у вогні загинув весь архів письменника — не лише матеріали до вже виданих творів, але й чернетки нових. Зокрема, згорів майже готовий роман, який повинен був стати 2-ю частиною роману «Небо пломеніє» — з розповіддю про подальше життя головного персонажа, Теофіла Гродзіцького.
1945—1950 — Парандовський викладав у Люблінському католицькому університеті (завідував кафедрою спочатку античної культури, а потім порівняльного літературознавства).
У цей час відвідав Норвегію, Швецію, Францію, працював у Королівській бібліотеці Стокгольму і Національній бібліотеці Парижа.
З 1948 — член Варшавського наукового товариства.
1948 — готував Всесвітній конгрес інтелектуалів у Вроцлаві.
1958 — допомагав у організації Міжнародного з'їзду перекладачів у Варшаві.
1962 — обраний віце-президентом Міжнародного ПЕН-клубу.

## Творчість

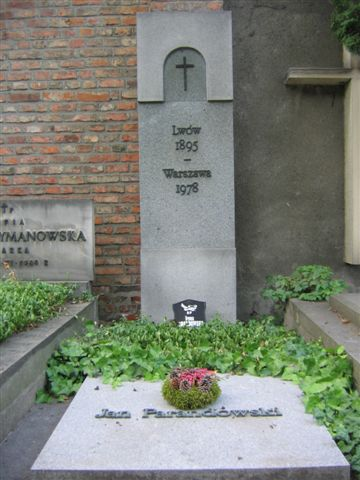
Могила Яна Парандовського на кладовищі Повонзкі (Варшава, Польща)

Більшість статей, оповідань, есеїв Парандовського присвячені темі античності. Популярність у широкого читача він здобув завдяки своїй книзі «Мітологія».
Переклав книги Юлія Цезаря «Про громадянську війну» (1951), Лонга «Дафніс і Хлоя» (1948), «Одіссею» Гомера (1953).
Проте основною його працею вважають книгу «Алхімія слова».

### Деякі роботи
- 1924 — Мітологія (Mitologia; популярний виклад античних переказів, легенд і вірувань)
- 1924 — Ерос на Олімпі (Eros na Olimpie)
- 1927 — Дві весни (Dwie wiosny)
- 1927 — Троянська війна (Wojna trojańska)
- 1930 — Король життя (Król życia; про Оскара Вайльда)
- 1933 — Олімпійський диск (Dysk olimpijski)
- 1934 — Відвідини та зустрічі (Odwiedziny i spotkania)
- 1935 — Пригоди Одисея (Przygody Odyseusza)
- 1936 — Небо пломеніє (Niebo w płomieniach; автобіографічний роман)
- 1949 — Середземноморська година (Godzina śródziemnomorska)
- 1951 — Алхімія слова (Ałchemia słowa)
- 1953 — Сонячний годинник [Архівовано 22 липня 2013 у Wayback Machine.] (Zegar słoneczny; книжка оповідань про дитинство)
- 1955 — Вибрані твори (Pisma wybrane)
- 1956 — Петрарка (Petrarka)
- 1957 — Вибрані твори, тт. 1-3 (Dzieła wybrane, tomy 1-3)
- 1958 — З античного світу (Z antycznego świata)
- 1959 — Мій Рим (Mój Rzym)
- 1961 — Повернення до життя (Powrót do życia)
- 1962 — Вереснева ніч
- 1967 — Акація (Akacja)

## Нагороди
1936 — бронзова медаль олімпійського конкурсу мистецтва та літератури, який проходив під час Берлінської олімпіади (за роман «Олімпійський диск»).
1937 — «Золотий лавровий вінець» Польської літературної академії (за творчі досягнення).
1964 — Державна премія I ступеня (за сукупність літературної діяльності).
1976 — doctor honoris causa факультету християнської філософії Люблінського католицького університету.

## Українські видання
- Міфологія. Вірування та легенди стародавніх греків та римлян. — К.: Молодь, 1977 (український переклад Ольги Лєнік; наклад 100 000 примірників)
- Небо пломеніє. — Л.: Каменяр, 1978 (український переклад Богдана Гавришківа; наклад 165 тисяч примірників).
- Алхімія слова. — К.: Дніпро, 1991 (український переклад Юрія Попсуєнка; наклад 15 000 примірників)
- Ян Парандовський. Король життя. Роман. З польської переклав Юрій Попсуєнко
- Петрарка (Ян Парандовський). «Всесвіт» № 10, 1972. З польської переклав Анатолій Седик